# Góry Dandenong

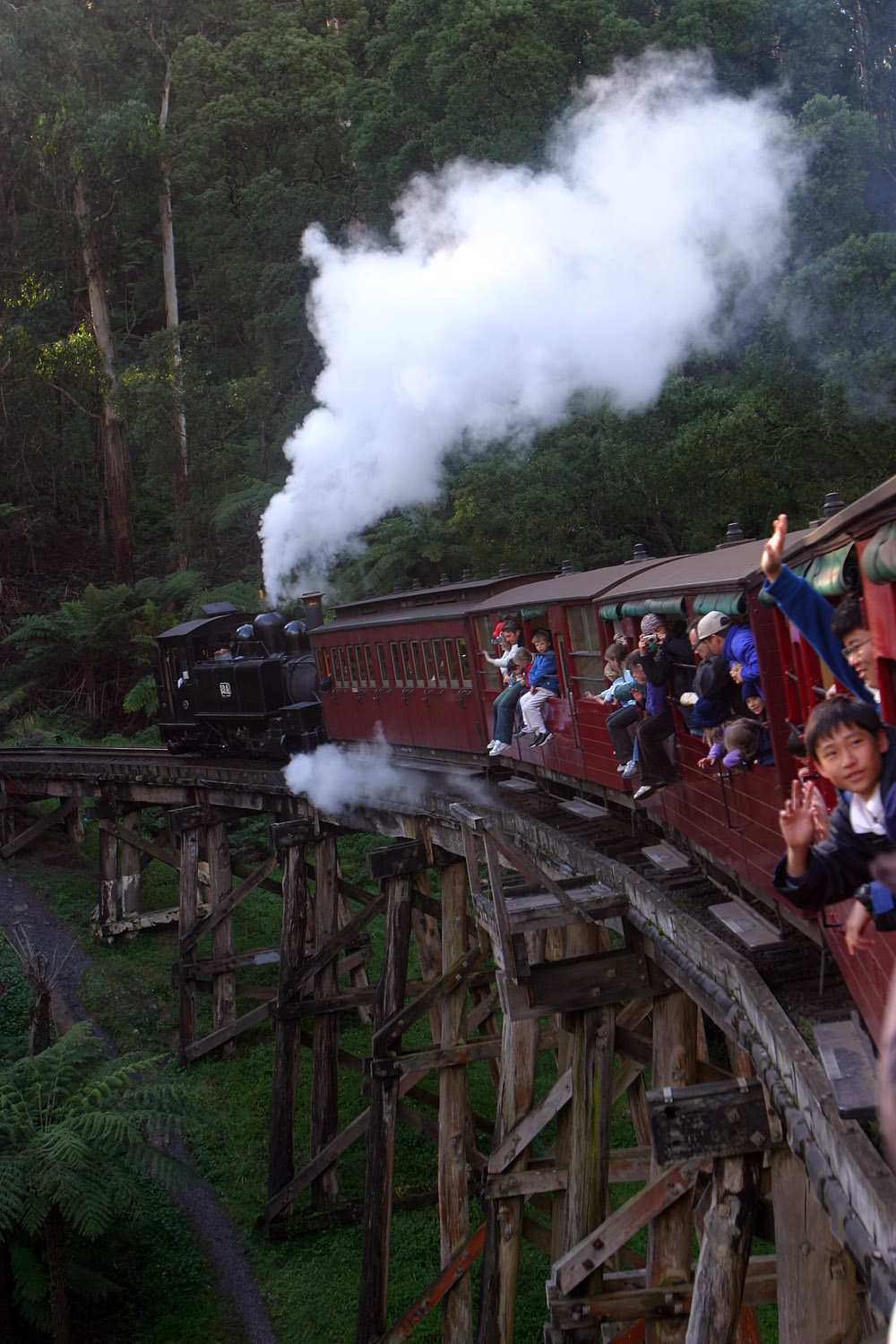
kolejka Puffing Billy

Góry Dandenong (ang. Dandenong Ranges) – niskie pasmo górskie (najwyższy szczyt Mount Dandenong: 660 m n.p.m.) wznoszące się we wschodniej części aglomeracji Melbourne w stanie Wiktoria, Australia. Na dużej części powierzchni gór utworzono Dandenong Ranges National Park. W górach mieści się również atrakcja turystyczna: kolejka parowa Puffing Billy.

## Etymologia nazwy
Nazwa jest zapożyczeniem z aborygeńskiego słowa oznaczającego wysokie góry.